# Jan Vaerman

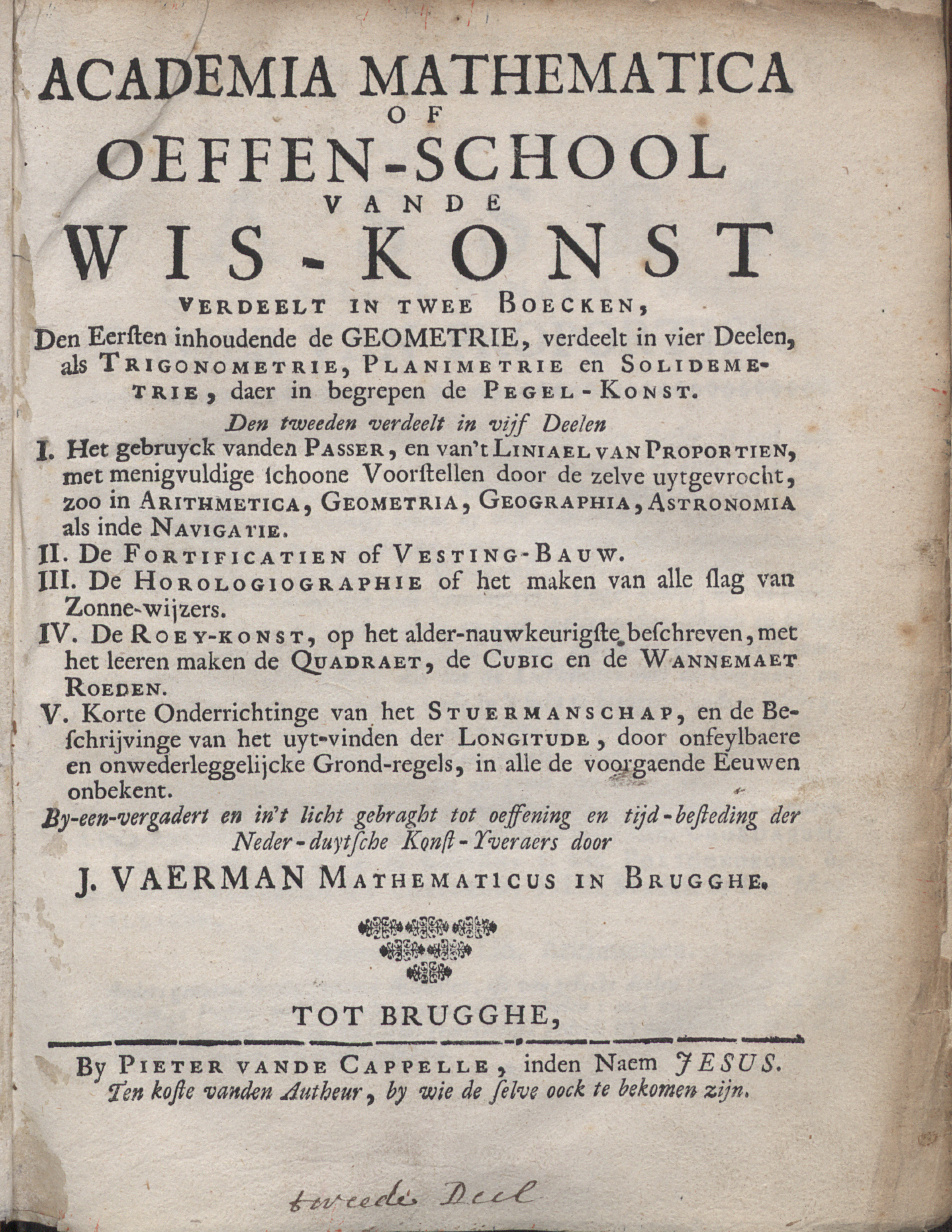
Academia Mathematica of Oeffen-school vande Wis-konst, 1719

Jan Vaerman (Erembodegem, 26 april 1653 – Brugge, 10 mei 1731) was een Vlaamse wiskundige.